# Desastres em 2012

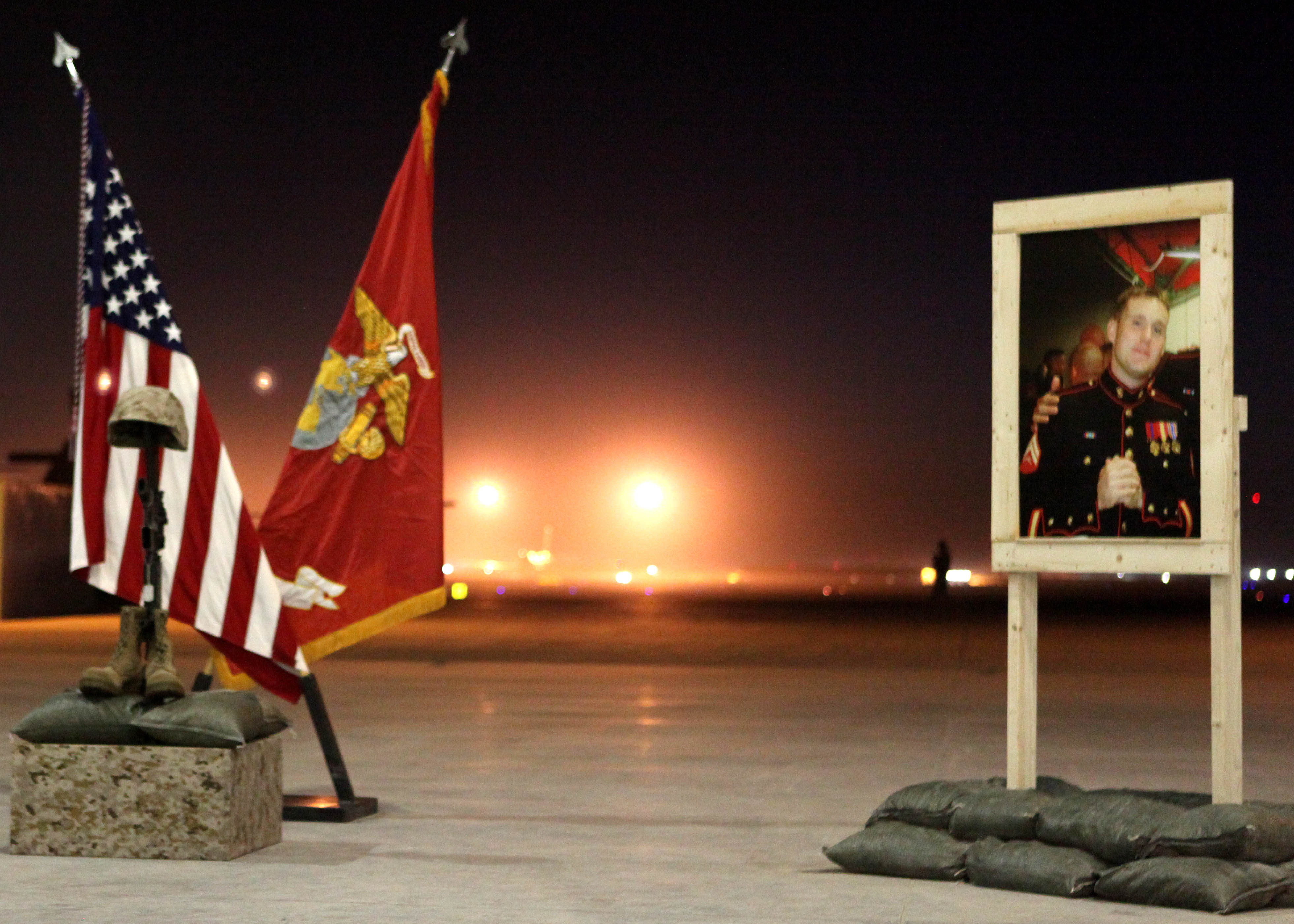
Memorial Sgt Atwell.

Esta página lista os fatos e referências dos desastres que aconteceram durante o ano de 2012.

## Janeiro
- 13 de janeiro - O transatlântico italiano Costa Concordia naufraga na Ilha de Giglio após bater em rochas submersas, causando a morte de 32 pessoas
- 25 de janeiro - Três prédios desabam no Rio de Janeiro, deixando dezenas de feridos e varios mortos.[1]

## Fevereiro
- 2 de fevereiro - Balsa com 350 pessoas a bordo naufraga na Papua-Nova Guiné.[2]
- 2 de Fevereiro - Revolta entre torcidas de times de futebol no Egito causa a morte de 74 pessoas e fere mais de mil pessoas.[3]
- 9 de fevereiro - Acidente ferroviário de Mataró, em Barcelona, na Espanha, deixa 11 feridos.[4]
- 15 de fevereiro - Incêndio em presídio de Honduras mata mais de 350 detentos.[5]
- 27 de fevereiro - Cruzeiro Costa Allegra com 1040 pessoas abordo fica à deriva no Oceano Índico próximo as ilhas Seychelles após um incêndio na casa de máquinas.[6]

## Abril
- 2 de abril - Atirador mata 7 e deixa 3 feridos em universidade nos Estados Unidos.[7]
- 2 de abril - Avião ATR-72 com 43 pessoas cai na Sibéria e deixa 31 mortos.[8]
- 4 de abril - Na Somália, atentado à bomba mata 10 pessoas, entre as vítimas o Presidente da Federação de Futebol Said Mohamed e o Presidente do Comitê Olímpico da Somália Aden Yabarow.[9]
- 11 de abril - No Peru, operários de uma mina presos a 6 dias, são resgatados.[10]
- 20 de abril - No Paquistão, avião com pelo menos 126 pessoas cai antes de pousar no aeroporto internacional Benazir Bhutto em Rawalpindi.[11]

## Maio
- 15 de maio - O Ex-Ministro do Interior da Colômbia, Fernando Londoño, sofre um atentado a bomba que deixa 2 pessoas mortas em Bogotá.[12]
- 16 de maio - Choque entre trens da linha 3-vermelha, fere gravemente mais de 50 pessoas nas proximidades entre a Vila Carrão e Penha em São Paulo.[13]

## Julho
- 20 de julho - O estudante de neurociência James Holmes de 24 anos, entra em uma sala de cinema na cidade de Aurora no estado americano do Colorado e mata 12 pessoas e fere outras 50 durante a exibição de estreia do filme Batman - O Cavaleiro das Trevas Ressurge.[14]

## Outubro
- 30 de outubro - Furacão Sandy passa pelo Caribe deixando 67 mortos, desloca-se para costa leste dos Estados Unidos indo para terra firme na costa do estado de Nova Jersey causando prejuízos em 18 estados e causando 29 mortes.

## Dezembro
- 14 de dezembro - Atirador mata 27 e suicida-se em seguida em escola primária em Connecticut, nos Estados Unidos.[15]
- 29 de dezembro - Acidente com avião no aeroporto de Moscou na Rússia mata 4 pessoas.[16]